# Jōji Yuasa
Jōji Yuasa (jap. 湯浅 譲二 Yuasa Jōji; ur. 12 sierpnia 1929 w Kōriyamie, zm. 21 lipca 2024) – japoński kompozytor.
Współzałożyciel utworzonej w 1951 roku w Tokio eksperymentalnej grupy artystycznej Jikken Kōbō, z którą związany był do 1957 roku. W 1964 roku podjął współpracę ze studiem muzycznym japońskiego radia. Koncertował w Europie i Stanach Zjednoczonych, pisał również muzykę do filmów. Był współorganizatorem Crosstalk Festival w Tokio i Osace w 1968 roku. Wykładał w Japonii na Nihon Daigaku i Tōkyō Ongaku Daigaku oraz w USA na Uniwersytecie Kalifornijskim w San Diego.
W jego dorobku znajduje się muzyka na taśmę (Aoi-no-ue, 1961), muzyka elektroniczna (Projection Essemplastic for White Noise, 1964), muzyka komputerowa (A Study in White, 1987), a także liczne utwory instrumentalne, m.in. Cosmos Haptic na fortepian (1957), Chronoplastic na orkiestrę (1972), koncert skrzypcowy (1996), Four Imaginary Landscapes from Basho na skrzypce i fortepian (2007).
Czterokrotnie otrzymał Nagrodę Otaki (Otaka-shō), ostatni raz w 2003 roku. W 2007 roku odznaczony został Orderem Wschodzącego Słońca klasy Złote Promienie z Rozetą. W 2014 roku otrzymał tytuł Zasłużonego dla kultury.